# فهرست دانشگاه‌های ازبکستان
- موسسه اقتصادی مهندسی اندیجان
- موسسه کشاورزی اندیجان
- موسسه پزشکی اندیجان
- موسسه دولتی تعلیم زبان اندیجان
- دانشگاه دولتی اندیجان
- موسسه دولتی پزشکی بخارا
- دانشگاه دولتی بخارا
- موسسه تکنیک صنعت غذا و نور بخارا
- موسسه پلی تکنیک فرغانه
- دانشگاه دولتی فرغانه
- دانشگاه دولتی گلستان
- موسسه پلی تکنیک جیزک
- موسسه دولتی تعلیم و تربیت جیزک
- دانشگاه دولتی قره‌قالپاق
- موسسه اقتصادی مهندسی کارشی
- دانشگاه دولتی کارشی
- موسسه دولتی تعلیم و تربیت خوقند
- موسسه مهندسی- اقتصاد نمنگان
- موسسه تعلیم و تربیت مهندسی نمنگان
- دانشگاه دولتی نمنگان
- موسسه ملی هنر و طراحی
- دانشگاه ملی ازبکستان
- موسسه دولتی معدن ناووی
- موسسه دولتی تعلیم و تربیت ناووی
- موسسه دولتی تعلیم و تربیت نوکوس
- موسسه کشاورزی سمرقند
- موسسه اقتصاد و سرویس سمرقند
- موسسه دولتی معماری و عمران سمرقند
- موسسه دولتی زبانهای خارجی سمرقند
- موسسه دولتی پزشکی سمرقند
- دانشگاه دولتی سمرقند
- موسسه اتومبیل و راه سازی تاشکند
- دانشگاه بین‌المللی نوردیک[۱]

1. ↑  «Nordic - University». nordicuniversity.org. دریافت‌شده در ۲۰۲۴-۱۱-۲۳.